# Имампазаръ
Имампазаръ (на турски: İmampazarı) е село в околия Павлово, вилает Лозенград (Къркларели), Турция. Според оценки на Статистическия институт на Турция през 2018 г. населението на селото е 58 души.

## География
Селото се намира в историко-географската област Източна Тракия.

## История
В XIX век Имампазар е българско село в Бабаескийска кааза на Одринския вилает на Османската империя. Според „Етнография на вилаетите Адрианопол, Монастир и Салоника“, издадена в Константинопол в 1878 година и отразяваща статистиката на населението от 1873 година, Имампазар (Imam-Bazar) има 40 домакинства и 189 българи.
Според статистиката на професор Любомир Милетич в 1913 година в селото живеят 60 гръцки семейства.